# 낫과 싸움

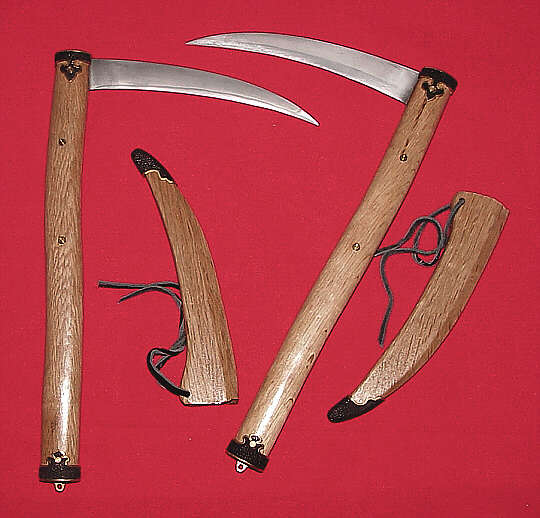

일봇의 낫, 즉 가마(鎌)는 농작물을 수확하는 데 사용되며, 종종 무기로도 사용되는 낫, 나대와 유사한 일본의 전통 농기구이다. 이는 종종 무예의 무기 훈련 부분에 포함된다. 가마는 카타 시연 목적으로 의도적으로 무딘 칼날을 사용하여 만든 카마를 카타카이라고 한다.

## 역사
무기로 즉석에서 제작되기 전에 가마는 아시아 전역에서 주로 쌀을 비롯한 농작물을 자르는 데 널리 사용되었다. 동남아시아에서 다양한 모양과 형태로 발견되며 특히 말레이시아, 인도네시아, 필리핀의 무술에서 흔히 볼 수 있다. 이들 지역 중 한 곳 또는 두 곳 모두에서 카마가 오키나와로 전해져 테(손) 무술과 나중에는 가라데(빈 손) 무술에 통합되었다. 또한 쿠사리가마와 교케츠 쇼게의 사용도 생겨났다.
엘리스 암두르(Ellis Amdur)는 그의 저서 "Old School: Essays on Japan Martial Traditions"에서 가마가 농부의 낫에서 파생되었다는 이론을 비판한다. 그러나 가마야리(낫 창)와 같은 낫 모양의 무기는 가마쿠라 시대부터 존재했다.

## 같이 보기
- 쇄겸
- 낫족제비